# Notoacmea daedala
Notoacmea daedala is een slakkensoort uit de familie van de Lottiidae. De wetenschappelijke naam van de soort is voor het eerst geldig gepubliceerd in 1907 door Suter.